# Penélope Casas
Penélope Casas (Whitestone, 25 de mayo de 1943-Manhasset, 11 de agosto de 2013)Nacida Penélope Fexas, fue una gastrónoma y escritora greco-estadounidense especialista en gastronomía española, cocina que divulgó en Estados Unidos.

## Biografía
Casas fue la mayor de dos hermanos. Hija de ciudadanos griegos emigrantes en Estados Unidos, su padre fue un optometrista. Visitó España en la década de 1960 cuando estaba completando sus estudios universitarios de literatura. Allí conoció a Luis Casas, quien estudiaba medicina y sería después su marido. Mientras Casas vivía en España, se interesó vivamente por la gastronomía y cocina española y estudió en la Universidad de Madrid. 
En la década de 1970, mantuvo un intercambio de correspondencia con el crítico gastronómico del The New York Times, Craig Clairborne, acerca de la diferencia entre angulas y anguilas. Clairborne quedó gratamente impresionado por los conocimientos de la gastronomía española de Casas. Así surgió su primer libro,The Foods and Wines of Spain, considerado un clásico en Estados Unidos y del que se llevan realizadas quince ediciones. A este siguió Tapas: The Little Dishes of Spain, y varios más como Delicioso! The Regional Dishes From Spain, Paella!! Spectacular Rice Dishes From Spain, La Cocina de Mamá. The Great Home Cooking of Spain. Su última obra, que hasta 2014 permaneció inédita, es 1,000 Spanish Recipes. 
En 1983 el Gobierno de España le otorgó el Premio Nacional de Gastronomía.